# 佩倫河
50°32′56″N 6°13′51″E / 50.54891°N 6.2308°E

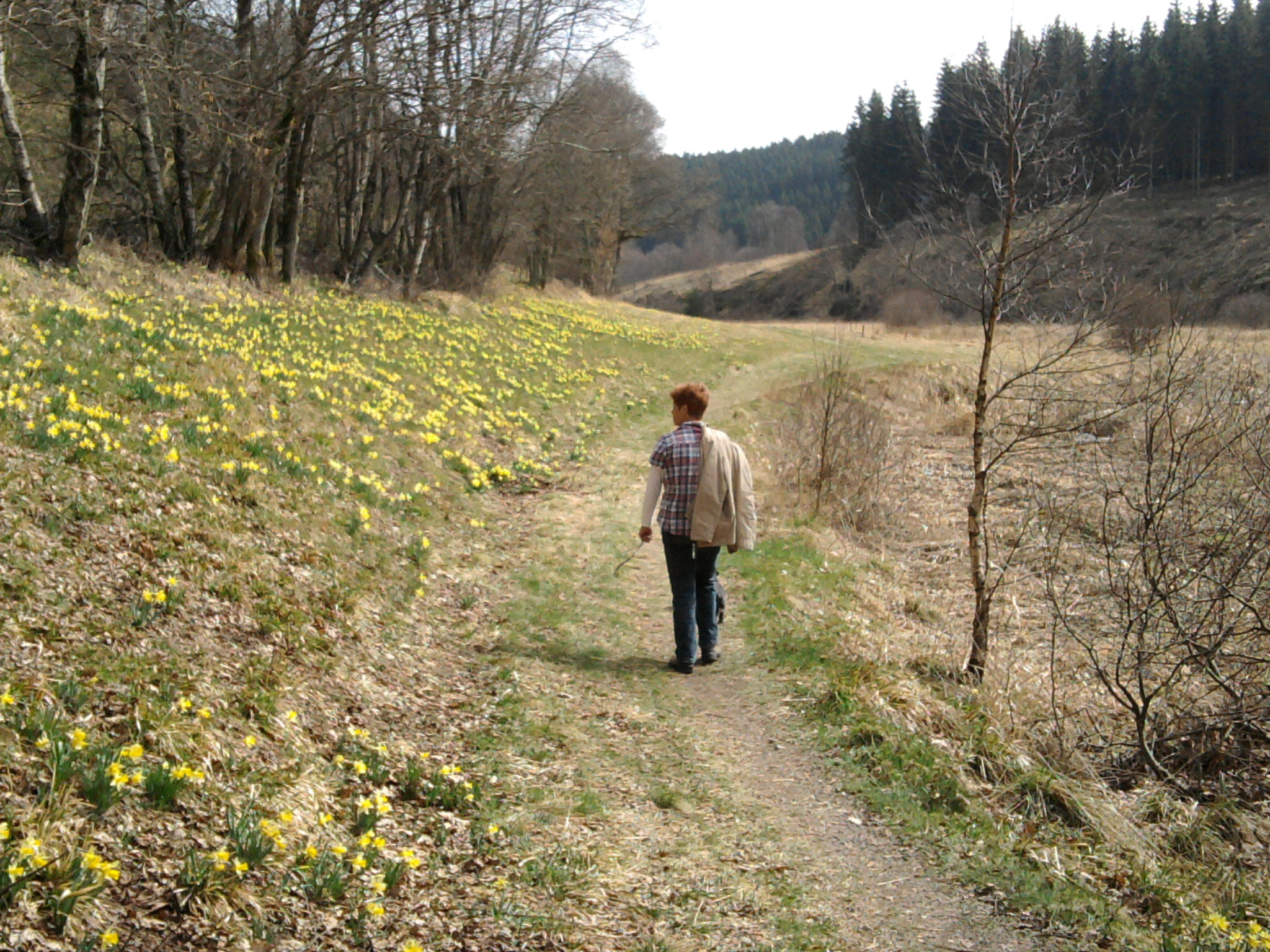

佩倫河（德語：Perlenbach）是西歐的河流，流經德國和比利時，該河流屬於魯爾河的右支流，河道全長17.6公里，流域面積62.6平方公里，河口處在蒙紹。